# Йоже Менцінгер
Йоже Менцінгер (словен. Jože Mencinger; 5 березня 1941 — 26 серпня 2022) — словенський юрист, економіст і політик.

## Біографія
Народився в Єсениці, Словенія, яка тоді входила до складу Королівства Югославія. Закінчивши вивчення права в Люблянському університеті в 1964 році, він здобув ступінь магістра в юридичній школі Белградського університету в 1966 році. Докторську ступінь отримав в Університеті Пенсільванії в 1975 році.
У травні 1990 року він був призначений міністром економіки у першому демократично обраному словенському уряді. У кабінеті Лойзе Петерле він працював віце-президентом уряду з питань економічної координації з 1990 по 1991 рік (як член Словенського соціал-демократичного союзу). У травні 1991 року він подав у відставку через розбіжності щодо моделі приватизації економіки, якої слід дотримуватися у Словенії. Незабаром після цього він покинув Словенський соціал-демократичний союз.
У 1992 році він став членом Демократичної партії. Після відмови партії отримати парламентське представництво на виборах 1996 року він покинув політику.
Наприкінці 1990-х - на початку 2000-х він повернувся до суспільного життя як сильний критик членства Словенії в Європейському Союзі та НАТО. У середині 2000-х він часто і жорстоко полемізував із молодим поколінням словенських економістів-лібералів та неолібералів (Мічо Мркаїч, Йоже П. Даміжан, Сашо Поланец, Ігор Мастен, Янез Шуштершич). У період з 2004 по 2008 рік він часто критикував ліберальну економічну політику правоцентристського уряду Янеза Янші.
У період з 2001 по 2005 рік він працював ректором Люблянського університету. Менцінгер також був членом Словенської національної ради протягом 5 років.
Він є членом Європейської академії наук і мистецтв і отримав Золотий орден свободи Республіки Словенія. Він також коментував досвід приватизації в Словенії за доби посткомунізму. 
Менцінгер з'являється у документальному фільмі Бориса Малагурського «Вага ланцюгів», де він розповідає про наслідки вступу Словенії до Європейського Союзу.
У 2014 році він був обраний головою списку кандидатів до Європейського парламенту від Позитивної Словенії. 